# Ben Vereen

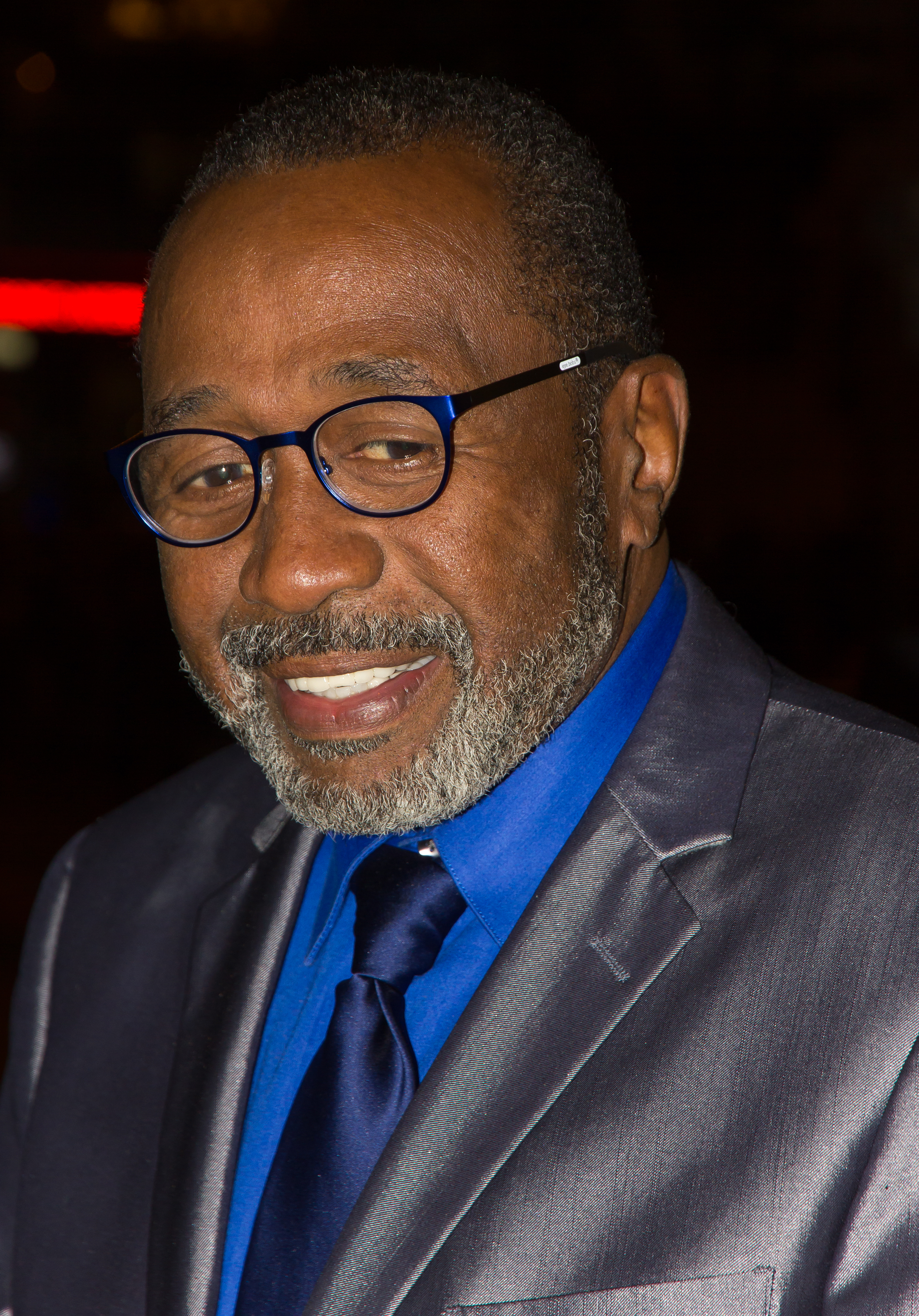
Ben Vereen (2014)

Ben Vereen, eigentlich Benjamin Augustus Middleton, (* 10. Oktober 1946 in Miami, Florida) ist ein US-amerikanischer Film- und Theaterschauspieler sowie Prediger.

## Leben

### Familiäre Verhältnisse
Ben Vereen wuchs in Bedford, New York bei seinen Adoptiveltern James und Pauline Vereen, einem Fabrikarbeiter und einer Garderobiere, auf.
Erst 1967, im Alter von 21 Jahren, wurde Vereen beim Beantragen eines neuen Reisepasses darauf aufmerksam gemacht, dass er adoptiert worden sei. In den teilweise falschen Unterlagen wurde der Name seiner Mutter mit Essie Middleton und als sein Geburtsort Laurinburg, North Carolina, angegeben. Erst im April 2006 wurde durch die Hilfe eines Genealogen Vereens leibliche Familie ermittelt. Auf diese Weise erfuhr er, dass seine Mutter Essie May Pearson hieß und Vereen ein uneheliches Kind war. Um während der bestehenden konservativen Verhältnisse in jener Zeit nicht gebrandmarkt zu werden, unternahm Pearson, die im Jahr 1982 verstarb, 1946 eine Reise nach Miami, wo ihr Sohn Ben geboren wurde. Sie ließ ihr Kind bei Unbekannten zurück und kehrte nach Laurinburg zurück. Erst im Mai 2006 lernte Vereen seine Schwester Gloria kennen, die inzwischen in New Haven, Connecticut, lebt.

### Berufliche Laufbahn
Vereen wurde früh von seinen Adoptiveltern gefördert und sang bereits als Kind im Kirchenchor. Nach dem Besuch der New York’s High School of the Performing Arts und des Emerson College in Boston debütierte Vereen im Alter von 18 Jahren in der Bühnenproduktion Prodigal Sun und ging kurz danach mit der Musicalproduktion Sweet Charity erstmals auf Tournee. 1969 wurde Sweet Charity verfilmt, und der Film, in dem Vereen an der Seite von Shirley MacLaine zu sehen war, markierte sein Filmdebüt.
1970 gewann Vereen einen Theatre World Award für seine Darstellung des Judas Iskariot in Andrew Lloyd Webbers Musical Jesus Christ Superstar. Vereen wurde Mitglied der National Shakespeare Company, mit der er beruflich Erfolge feierte. Mit ihr trat er auf zahlreichen US-amerikanischen Bühnen auf, darunter in Las Vegas, Atlantic City und Lake Tahoe, aber auch in Europa und Asien.

### Privates
Ben Vereen war zweimal verheiratet. Aus einer kurzen ersten Ehe mit Andrea Townsley in den 1960er Jahren ging sein Sohn Ben hervor. Bereits durch seine Beziehung mit Townsley kam Vereen dem christlichen Glauben näher, da sie Pastorin an einer Kirche in Brooklyn ist. Seit dem 15. Juli 1976 ist Vereen mit der gebürtigen Britin Nancy Bruner verheiratet. Das Paar hat vier gemeinsame Töchter, Kabara, Malaika, Naja und Karon. Naja kam 1987 im Alter von 16 Jahren bei einem Verkehrsunfall ums Leben. Im Juni 1992 wurde Vereen an der California State Route 1 von dem Musikproduzenten David Foster angefahren. Die Umstände des Unfalls sind bis heute nicht vollständig geklärt. Einiges spricht dafür, dass Vereen außerhalb seines Wagens einen Schlaganfall erlitt, nachdem er wenige Stunden zuvor mit seinem Kopf gegen das Lenkrad seines Wagens geprallt war. Andere Quellen sprechen von einem Suizidversuch.
Ben Vereen überlebte den Unfall und konnte nach einer längeren Rehabilitation seine Karriere fortsetzen. Die Erfahrungen, die er im Zusammenhang mit dem Unfall machte, förderten seinen Glauben in dem Maße, dass er sich zum Prediger weihen ließ.
2012 ließen sich Vereen und seine Ehefrau Nancy Bruner scheiden.
Einen weiteren Schicksalsschlag erlitt Vereen im August 2020, als sein Sohn Ben Vereen junior im Alter von 55 Jahren starb.

## Sonstiges
- Ben Vereen ist Veganer.

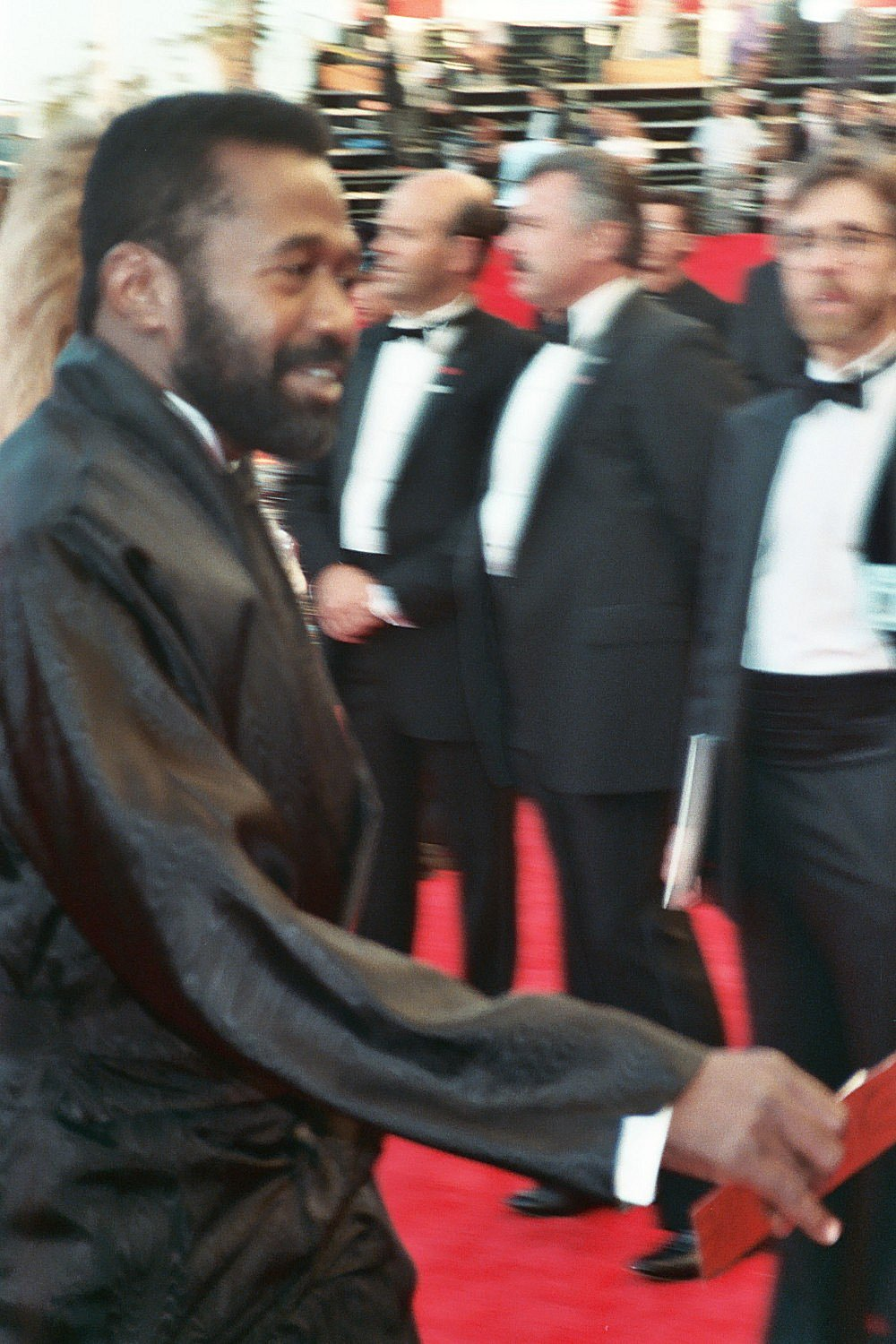
Vereen, 1989

- Er ist Pate des Sängers Usher Raymond.

## Filmografie (Auswahl)

### Spielfilme
- 1975: Funny Lady
- 1979: Hinter dem Rampenlicht (All that Jazz)
- 1984: Jesse Owens – Idol und Legende (The Jesse Owens Story)
- 1998: Why Do Fools Fall in Love – Die Wurzeln des Rock’n’Roll (Why Do Fools Fall in Love)
- 2016: The Rocky Horror Picture Show: Let’s Do the Time Warp Again (Fernsehfilm)

### Fernsehserien
- 1976: Muppet Show (The Muppet Show)
- 1977: Roots (Roots)
- 1979–1980: Die Schnüffler (Tenspeed and Brown Shoe)
- 1985: A.D. – Anno Domini (A.D.)
- 1993: Raumschiff Enterprise: Das nächste Jahrhundert (Star Trek: The Next Generation)
- 1994: Die Nanny (The Nanny)
- 1994: Superman – Die Abenteuer von Lois & Clark (Lois & Clark: The New Adventures of Superman)
- 1994: Der Prinz von Bel Air (The Fresh Prince of Bel-Air)
- 1996: Ein Hauch von Himmel (Touched by an Angel)
- 1999: Ein Wink des Himmels (Promised Land)
- 2007: Grey’s Anatomy (eine Episode)
- 2010–2014: How I Met Your Mother (4 Episoden)
- 2013: Navy CIS (NCIS)
- 2017: Making History (3 Episoden)
- 2017: Sneaky Pete (3 Episoden)
- 2018–2019: Star (2 Episoden)
- 2021: The Good Fight (4 Episoden)

## Auszeichnungen
- Drei Emmy-Nominierungen
- Zwei Golden-Globe-Award-Nominierungen
- Tony Award für Pippin